# Cabañuela
Se llama cabañuela a un cálculo o suposición puramente fantástica, por el que se pretende pronosticar el tiempo que habrá en cada mes, rigiéndose por el que hace en los doce primeros días del año, o deduciéndolo de la observación de las variables atmosféricas acaecidas en los veinticuatro primeros días del mes de agosto del año anterior. 
- El contenido de este artículo incorpora material del tomo 10 de la Enciclopedia Universal Ilustrada Europeo-Americana (Espasa), cuya publicación fue anterior a 1945, por lo que se encuentra en el dominio público.

- Datos: Q5737978